# Zanthoxylum rhodoxylon
Zanthoxylum rhodoxylon är en vinruteväxtart som först beskrevs av Ignatz Urban, och fick sitt nu gällande namn av Percy Wilson. Zanthoxylum rhodoxylon ingår i släktet Zanthoxylum och familjen vinruteväxter. Inga underarter finns listade i Catalogue of Life.